# Liriomyza cassiniae
Liriomyza cassiniae är en tvåvingeart som beskrevs av Spencer 1977. Liriomyza cassiniae ingår i släktet Liriomyza och familjen minerarflugor. Inga underarter finns listade i Catalogue of Life.